# Vườn thực vật hoang mạc

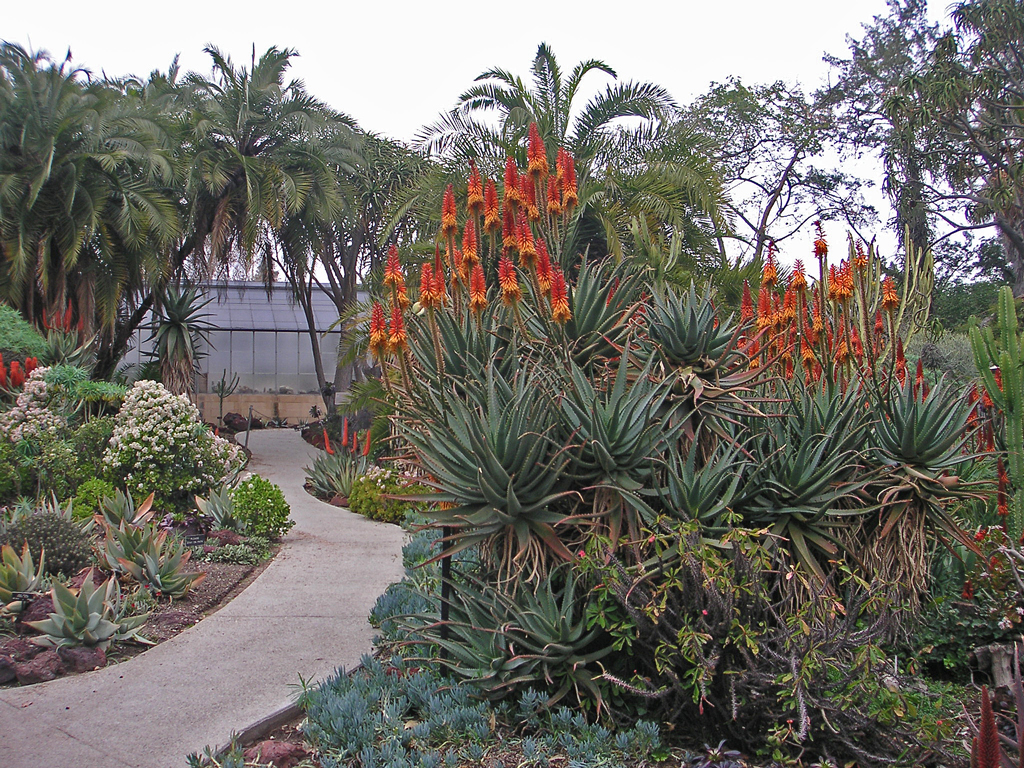
Cổng vào Vườn thực vật hoang mạc

Vườn thực vật hoang mạc là một khu nhà kính rất lớn được xây dựng ở thư viện The Huntington, nằm ở San Marino, California. Công trình này được khởi công xây dựng năm 1985. Vườn thực vật hoang mạc là nơi chứa đựng một trong những bộ sưu tập phong phú về các loài xương rồng và thực vật mọng nước quý hiếm và đang bị đe doạ tuyệt chủng của Mỹ. Khu vườn rộng 280 m2 (3000 ft2) không những phục vụ cho công tác nghiên cứu, bảo tồn nguồn gen quý ở thư viện The Huntington mà còn mở rộng ra phục vụ cho các du khác thưởng lãm, nghiên cứu. Ông John N. Trager hiện là người quản lý chăm nom khu vườn.

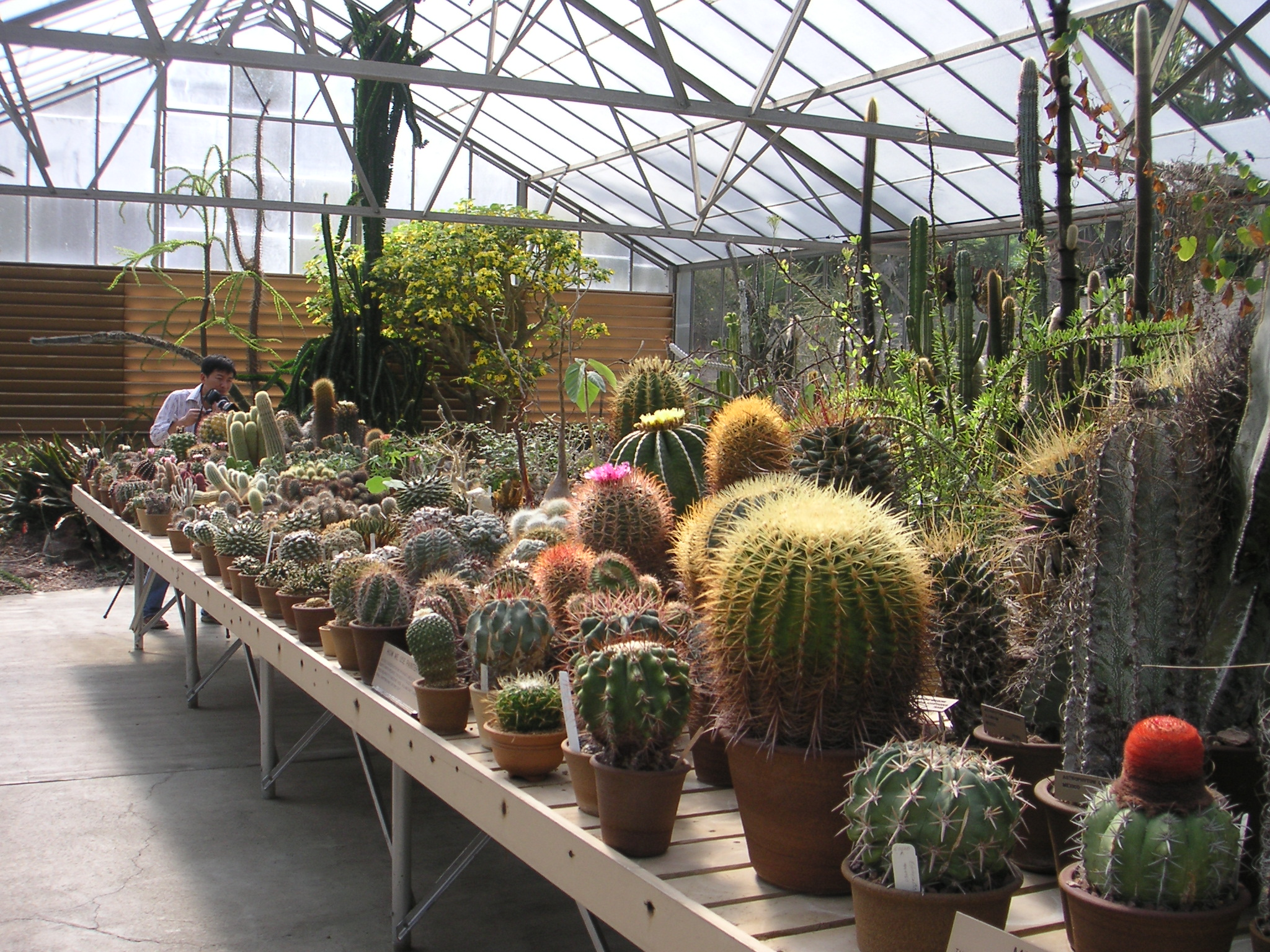
Bên trong Vườn thực vật hoang mạc

Trên thế giới có khoảng 10.000 loài mọng nước, và trong số đó 1.500 loài được phân loại thuộc họ xương rồng. Vườn thực vật hoang mạc The Huntington hiện nay đang lưu giữ trên 2.200 cây, đại diện cho hơn 43 họ, 246 chi và 1.261 phân loại loài-dưới loài khác nhau. Bộ sưu tập thực vật khổng lồ nơi đây cũng bao gồm những mẫu vật đến từ các sa mạc rộng lớn của nhiều vùng lãnh thổ trên thế giới như: Nam Mỹ, Argentina, Bolivia, Chile, Brasil, Quần đảo Canaria, đảo Madagascar, Malawi, México và Nam Phi. Khu vườn đóng một vai trò quan trọng trong việc bảo vệ nền đa dạng sinh học, ngoài ra còn có vai trò lớn hơn là phục vụ giáo dục.

## Chương trình nhân giống
Nhiều nghiên cứu khoa học đã báo động về tình trạng tuyệt diệt của khoảng 2/3 các loài động thực vật trên toàn thế giới từ nay cho đến cuối thế kỉ 21, kết quả quá trình này dẫn tới việc Trái đất ấm dần lên qua từng ngày, cản trở sự phát triển toàn thế giới, nhất là nông nghiệp. Nhưng các nhà khoa học đã cho cả thế giới một tương lai tươi sáng hơn khi công tác nhân giống các loài cây quý hiếm trong phòng thí nghiệm đã không còn quá khó khăn. 
Mục đích của chương trình ISI là nhân giống và bán các loài cây mọng nước mới lai hoặc giống cũ cho những người yêu thích và đang sưu tầm xương rồng quý hiếm, cho các phòng nghiên cứu nhỏ và học viện để khuyến khích niềm công tác nghiên cứu và niềm đam mê của mọi người đối với những loài cây trên. Chương trình ISI hiện đang bán 40 giống cây mọng nước mỗi năm. Vườn quy định: Không bán những cây trồng lâu năm trong vườn, cây mới chiết (hoặc ghép) và hạt giống; Chỉ bán cây non nảy mầm từ hạt, các gốc ghép và các cây nảy mầm từ rễ đã được xử lý trong phòng thí nghiệm để không bị hư khi trồng trong môi trường bên ngoài.

## Cảnh trong Vườn thực vật hoang mạc

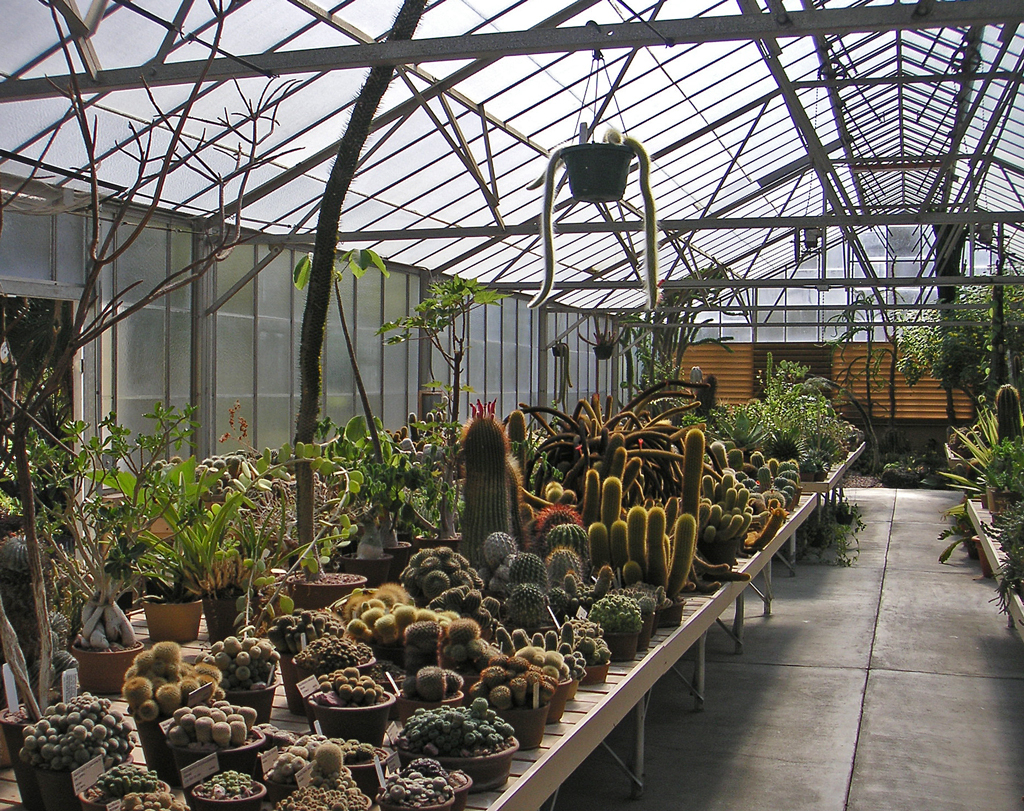
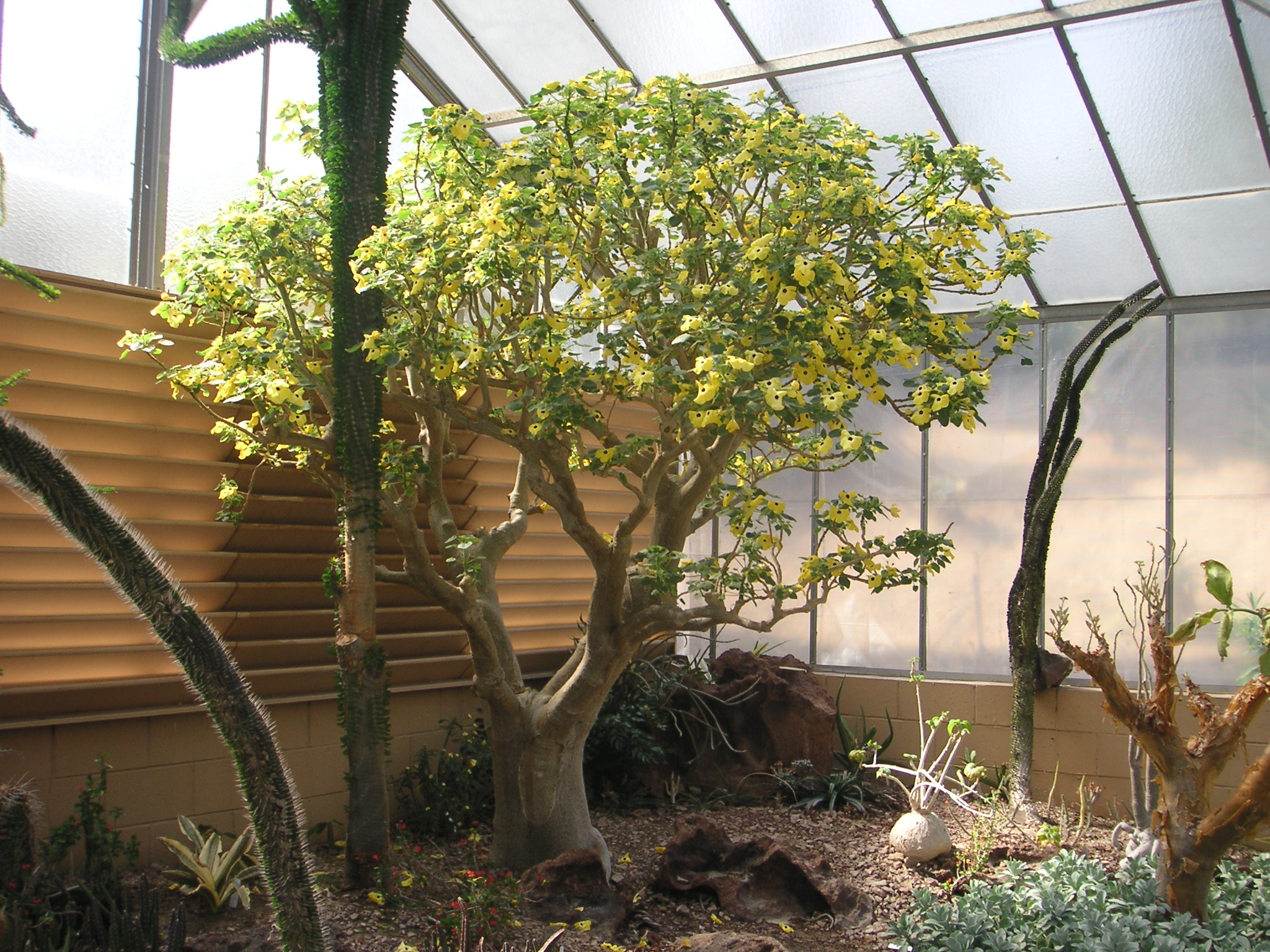
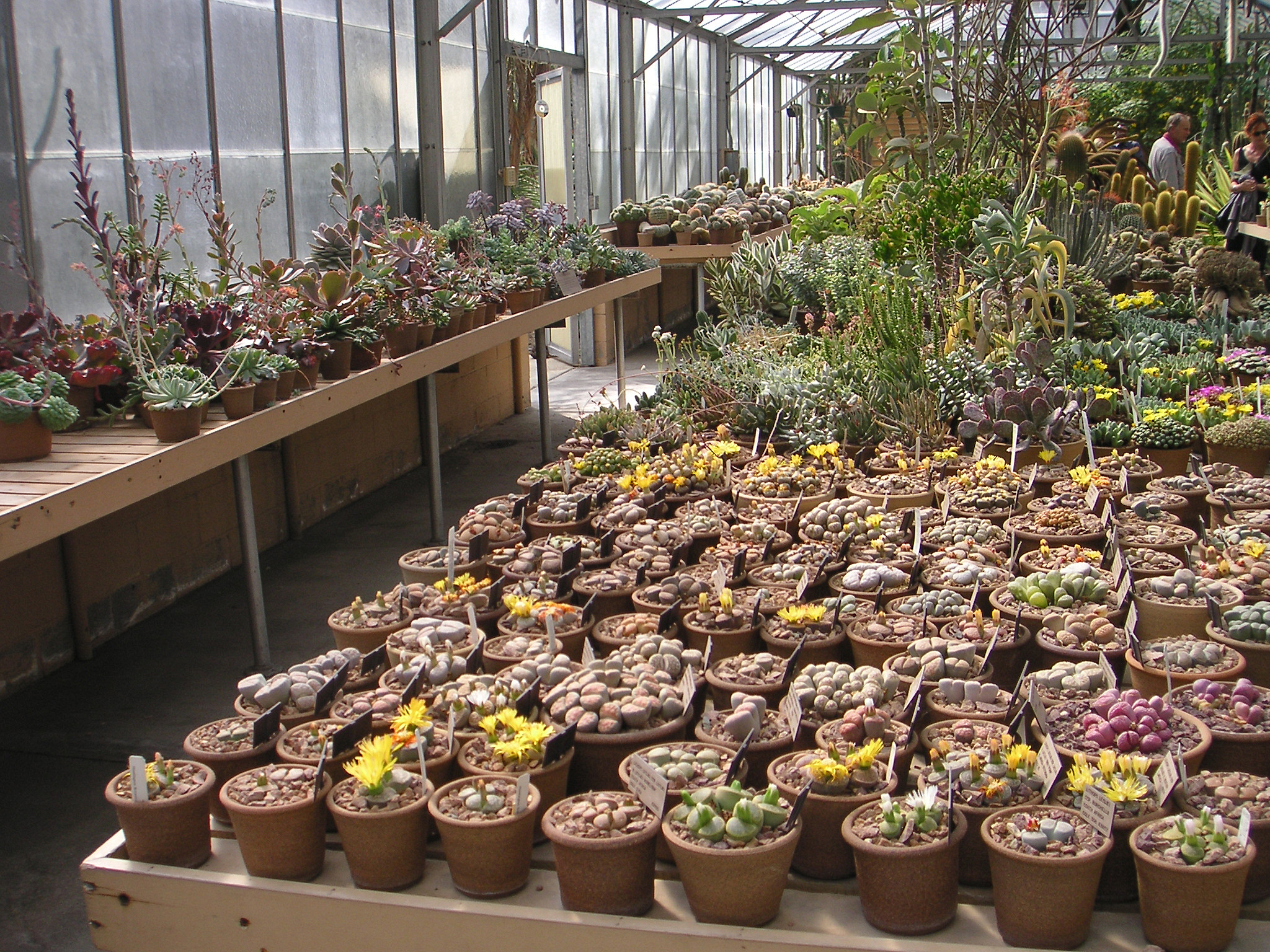

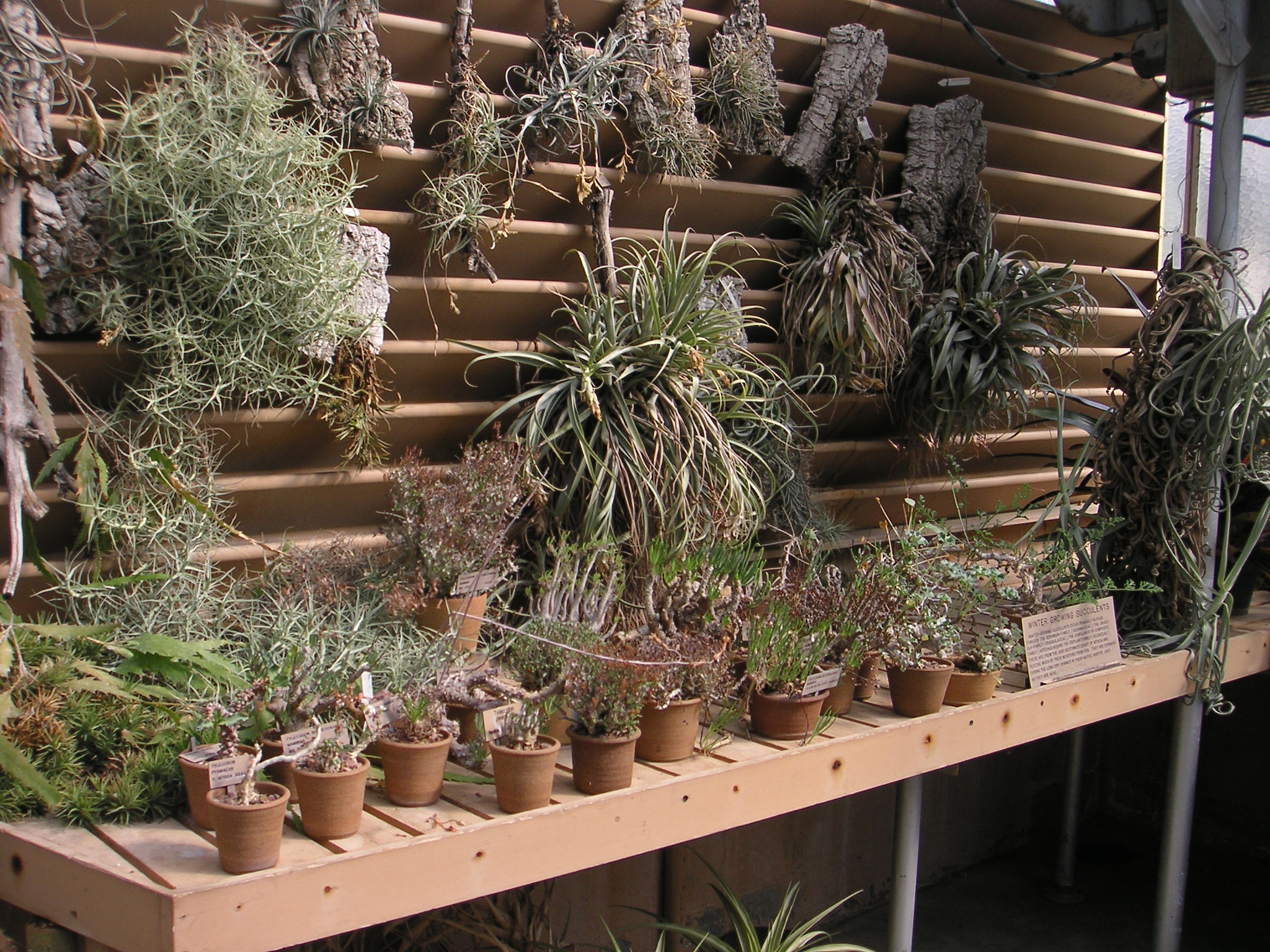
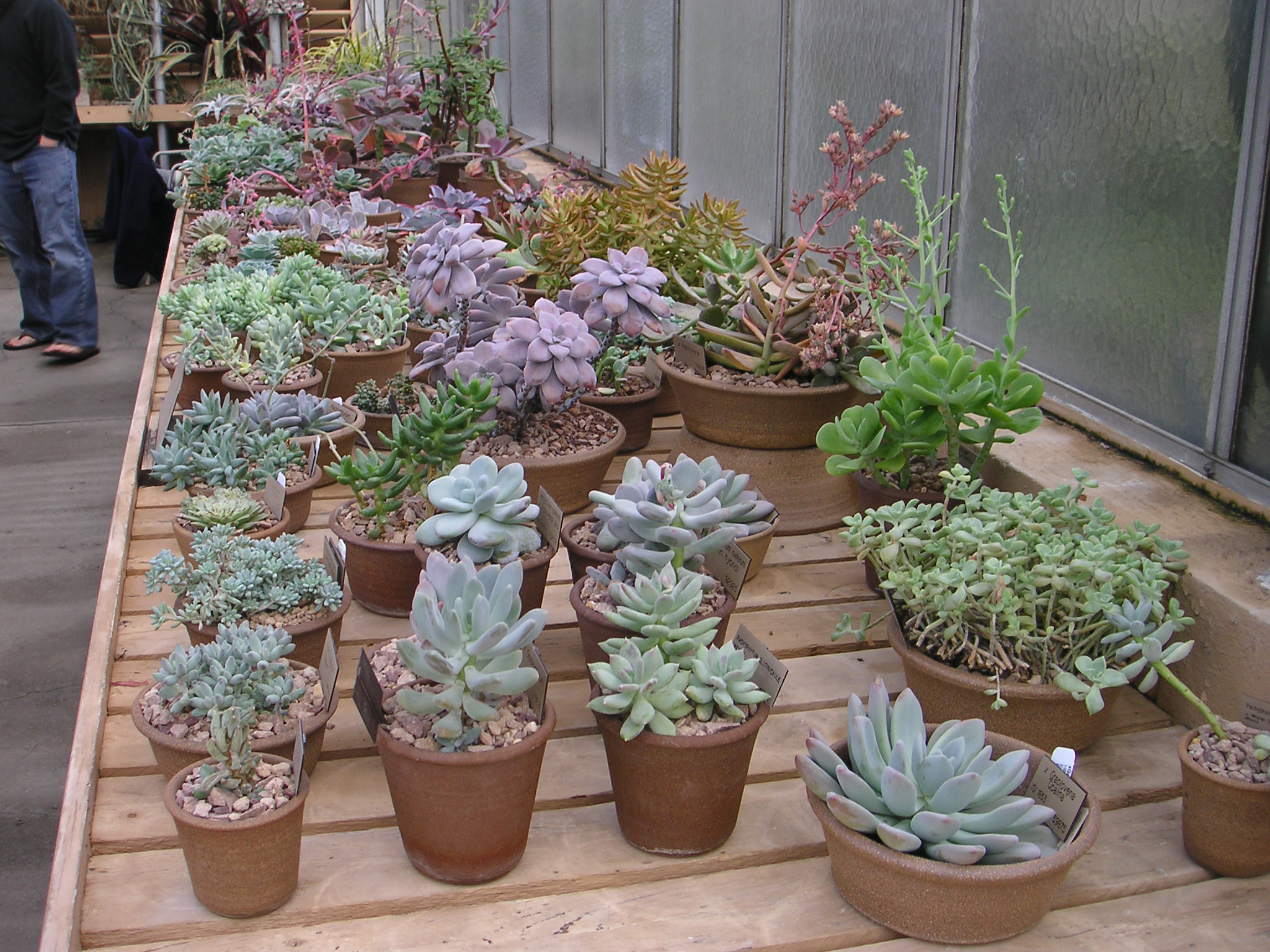
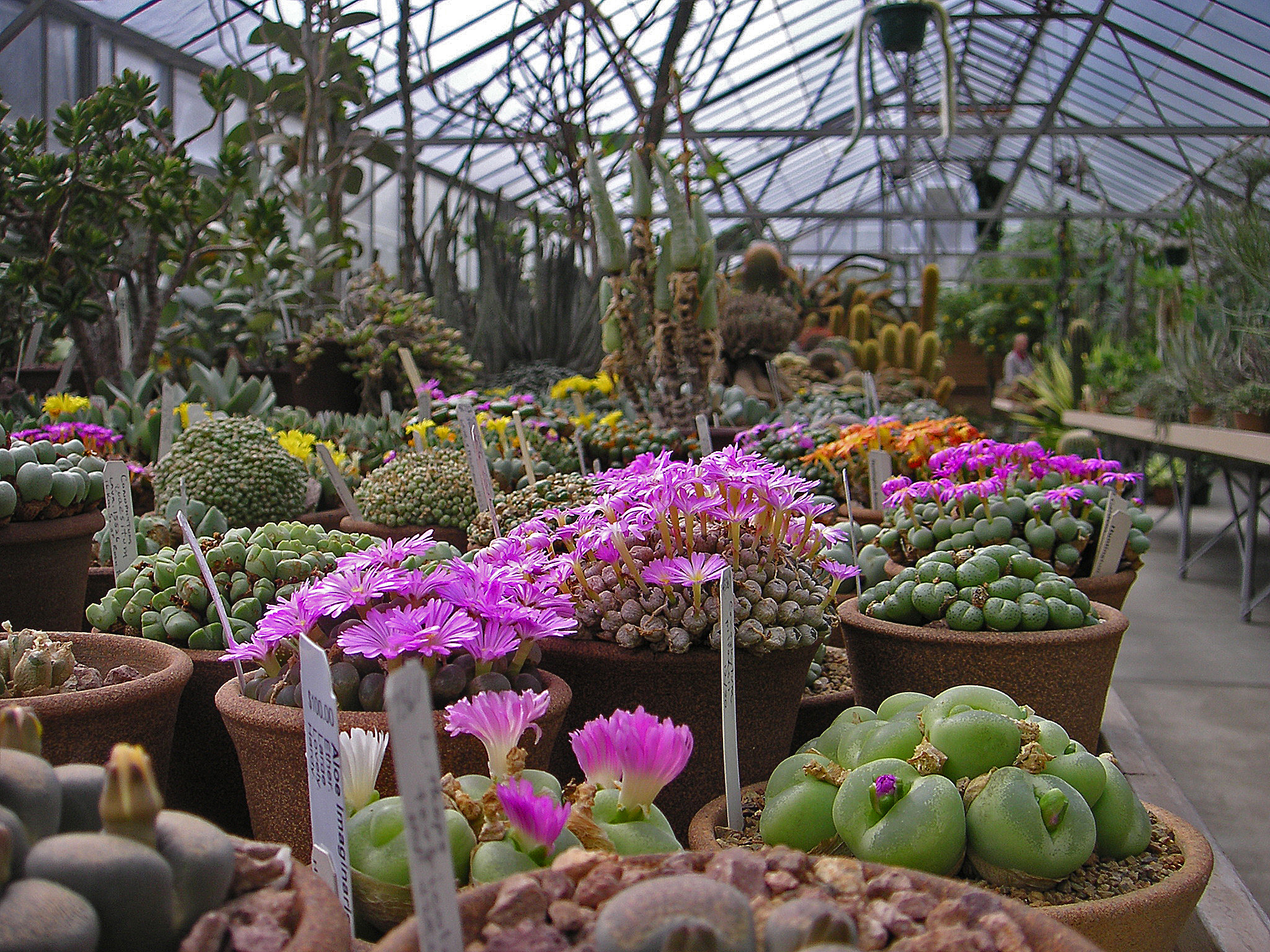

## Các loài thực vật
Họ xương rồng (Cactaceae)

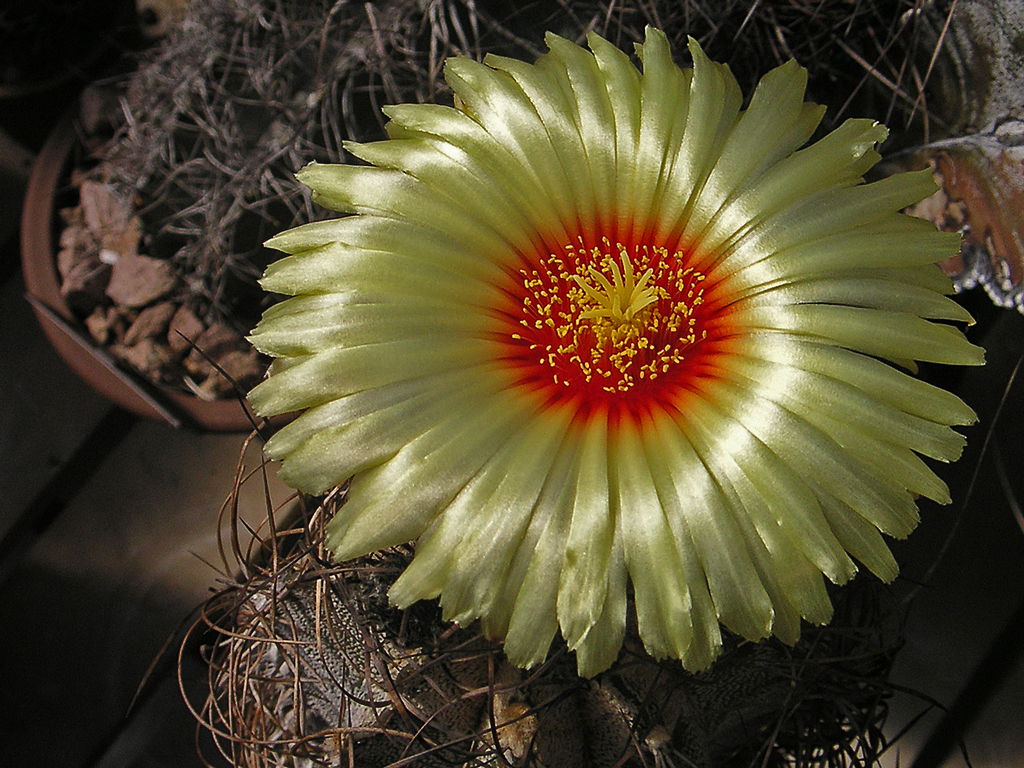
Astrophytum capricorne
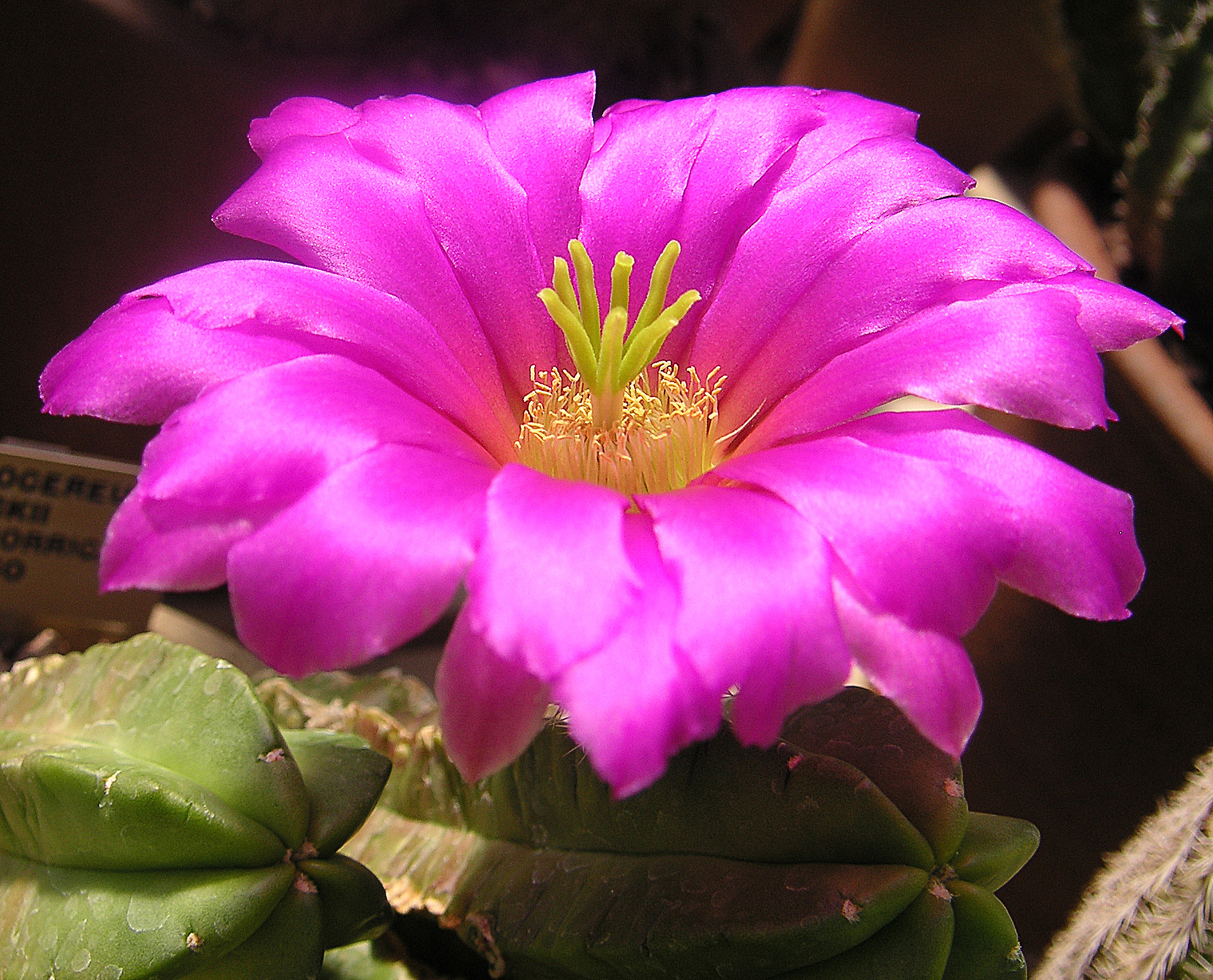
Echinocereus viereckii ssp. morricalii HBG 48099
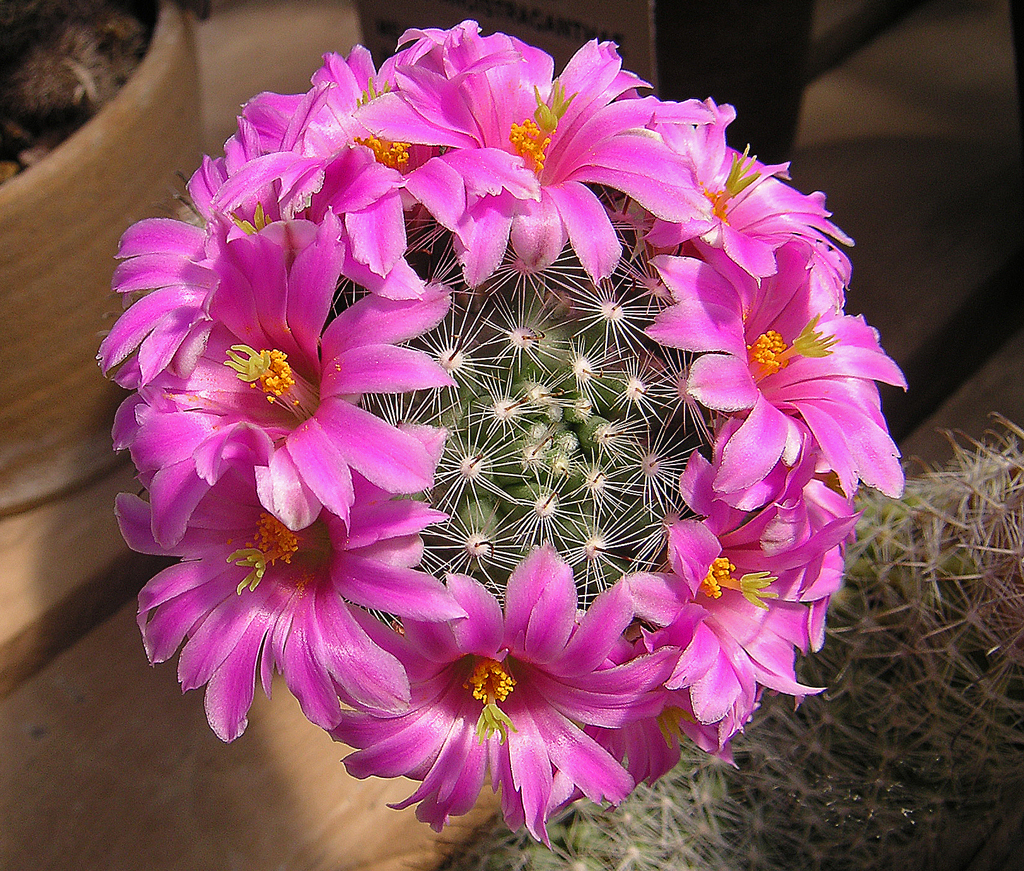
Mammillaria boolii HBG 48842

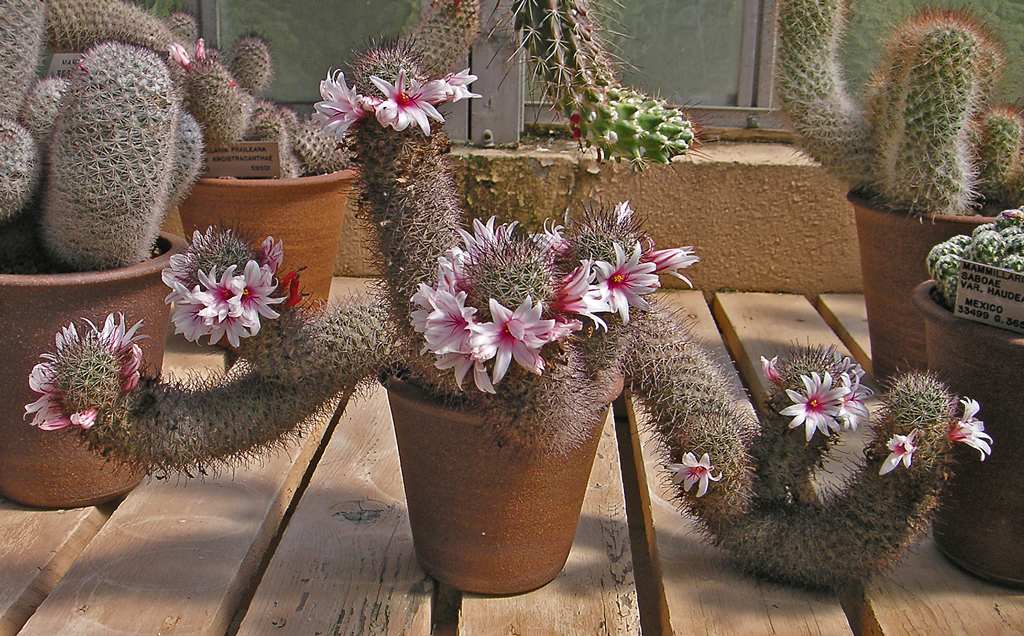
Mammillaria fraileana HBG 59973
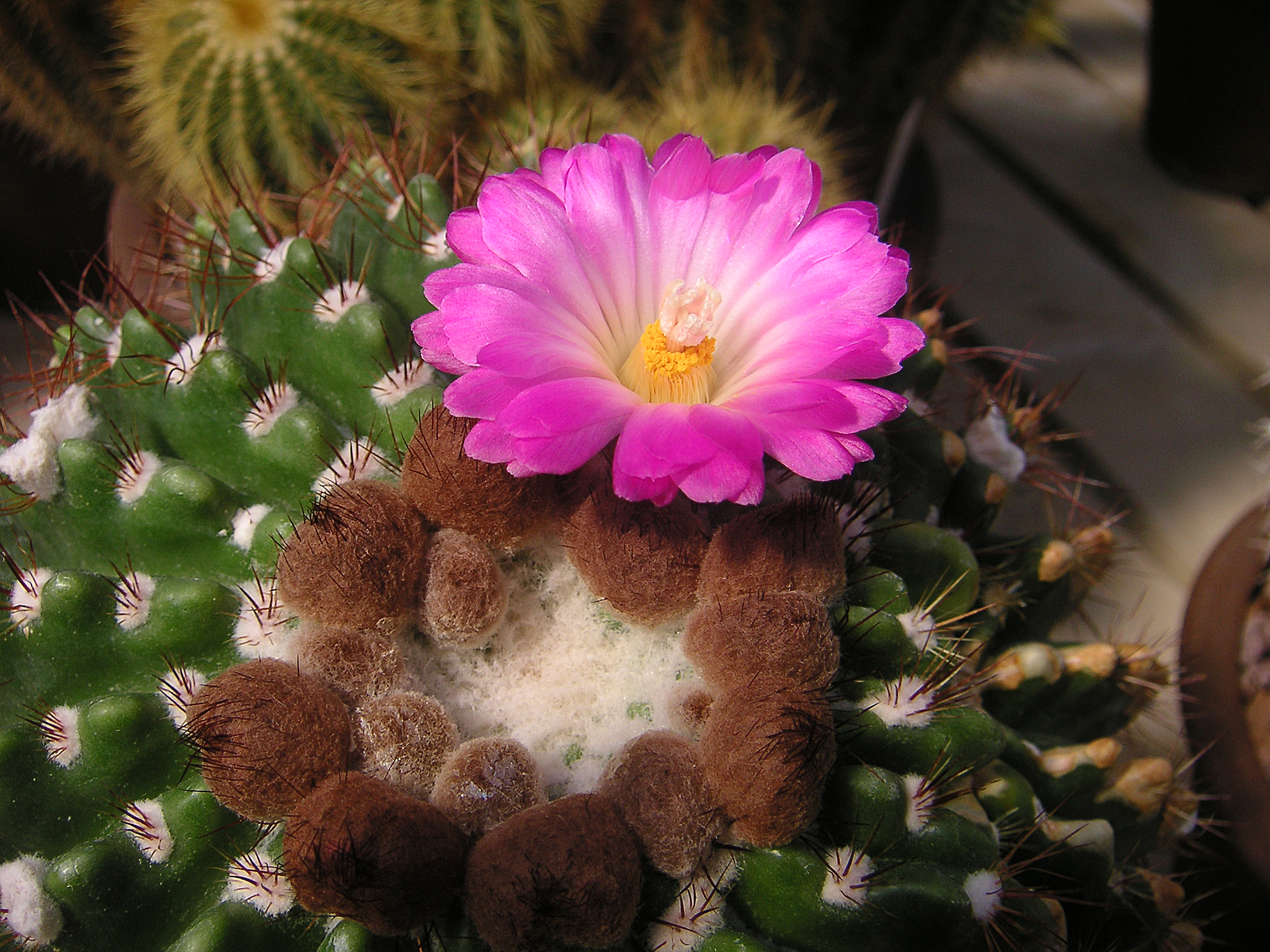
Notocactus herteri
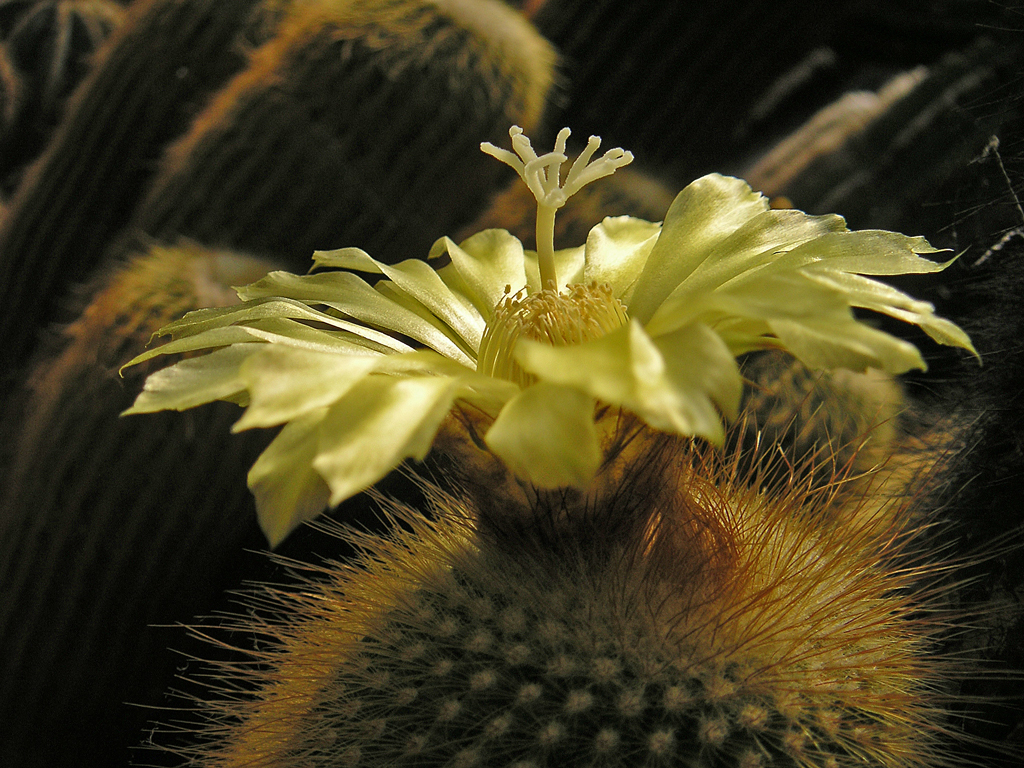
Parodia leninghausii HBG 53682

### Các loài khác

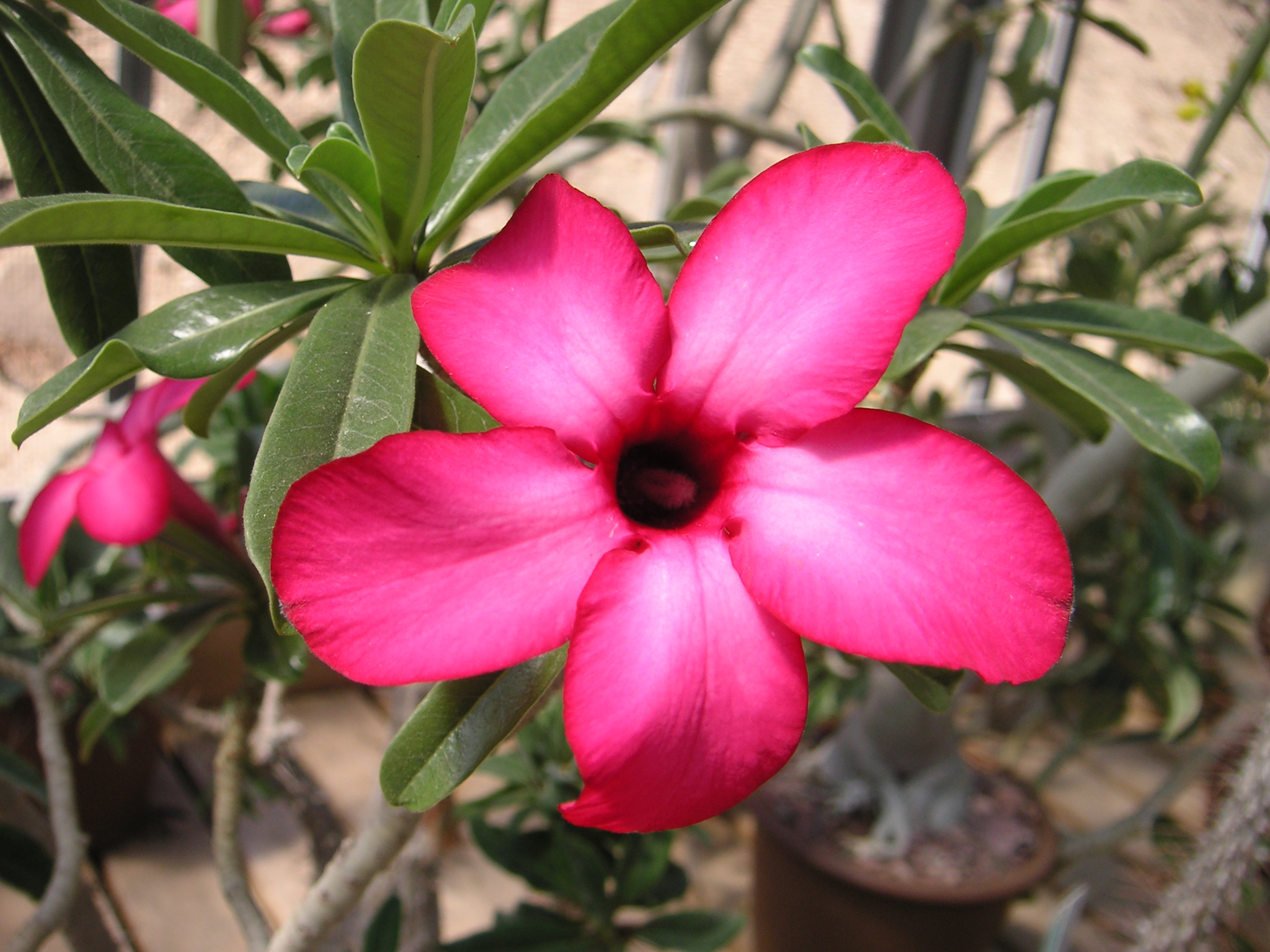
Adenium multiflorum x obesum 'Mad 29' (Apocynaceae)
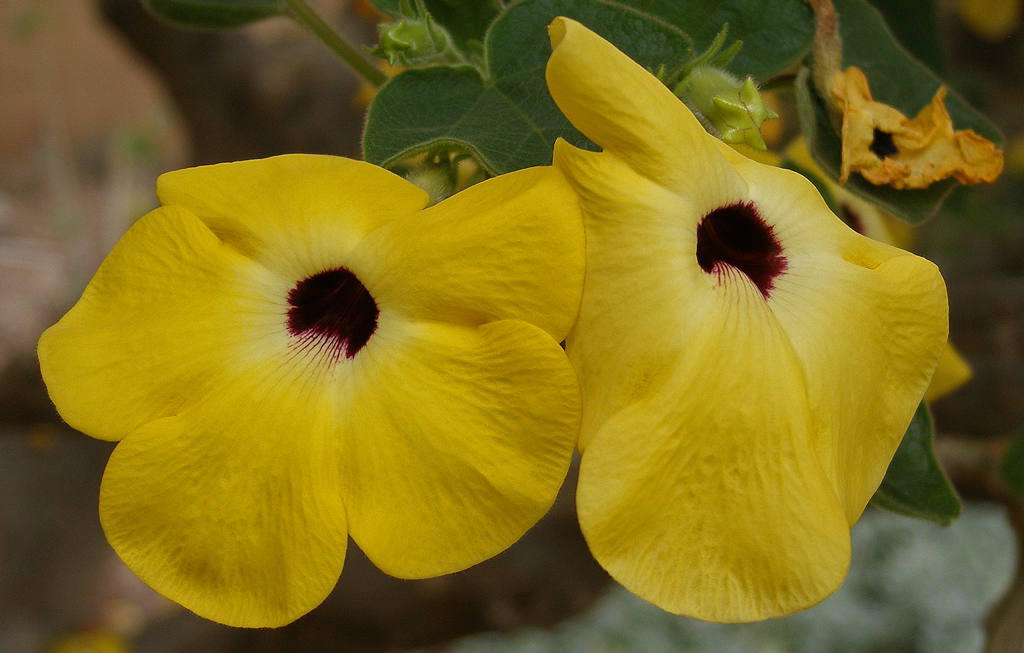
Uncarina grandidieri (Pedaliaceae)

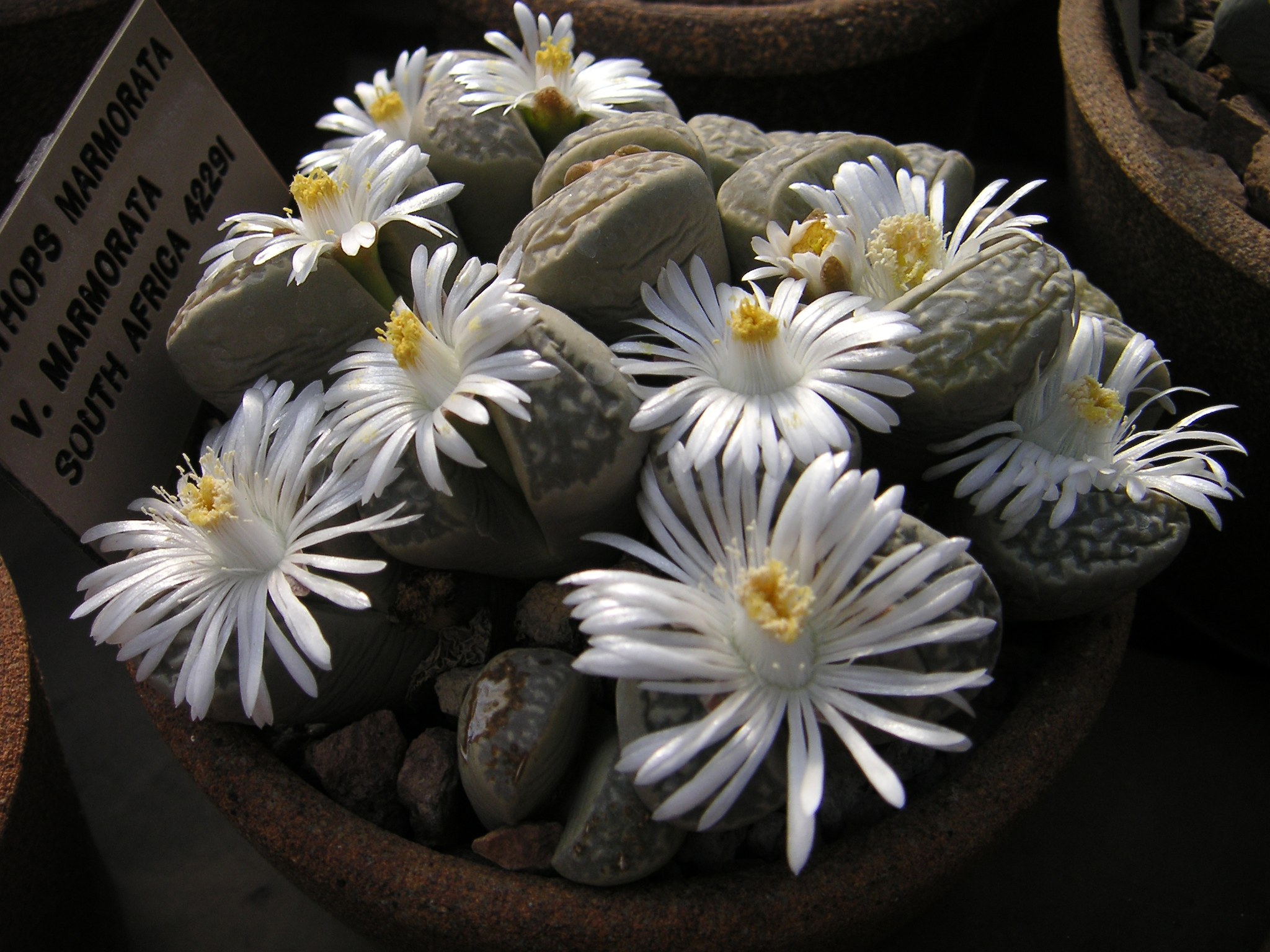
Lithops marmorata ssp. marmorata (Aizoaceae)
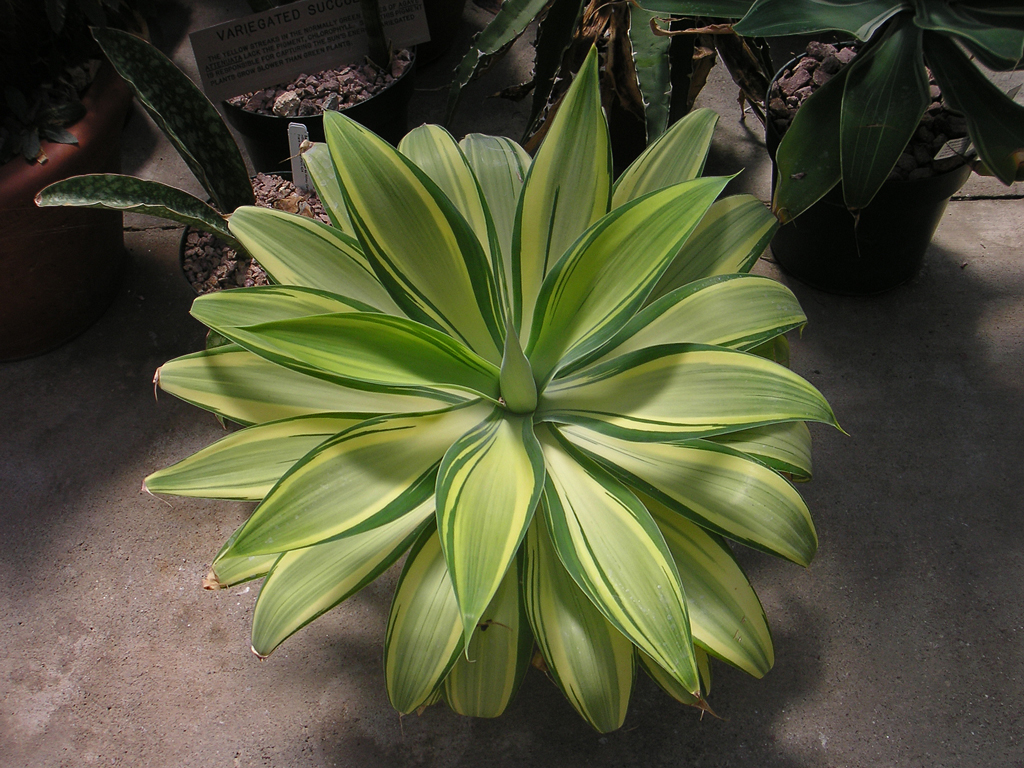
Agave attenuata'Emery Stripy (Agavaceae)
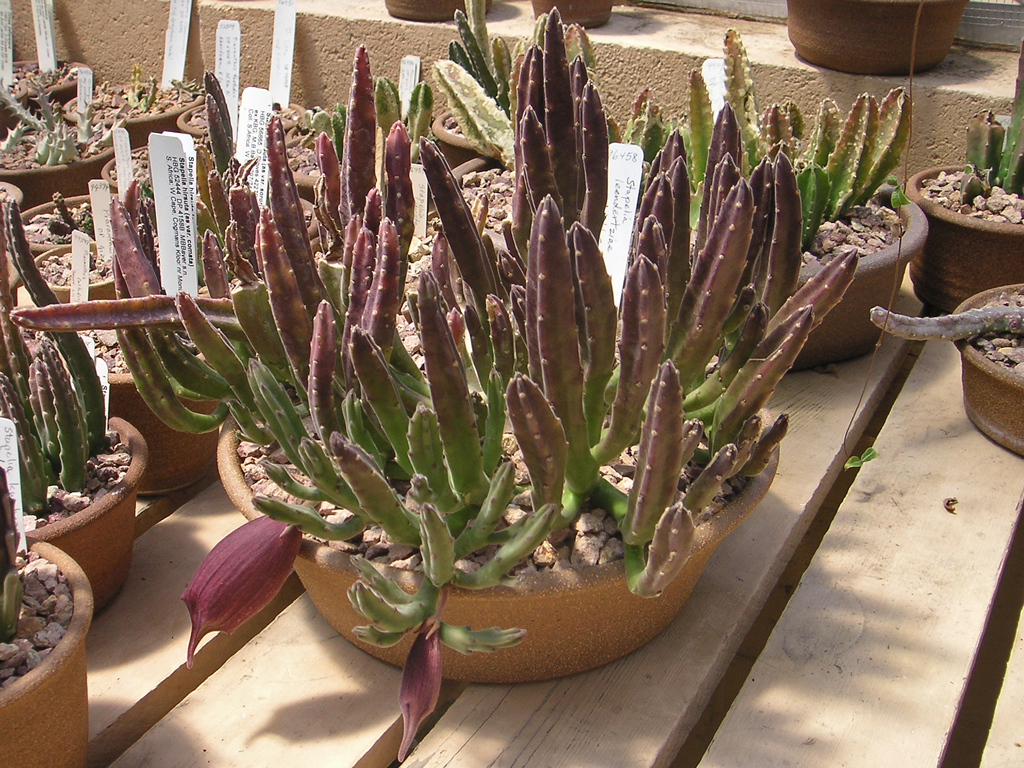
Stapelia leendertziaeex Scott Sykes (Asclepiadaceae)

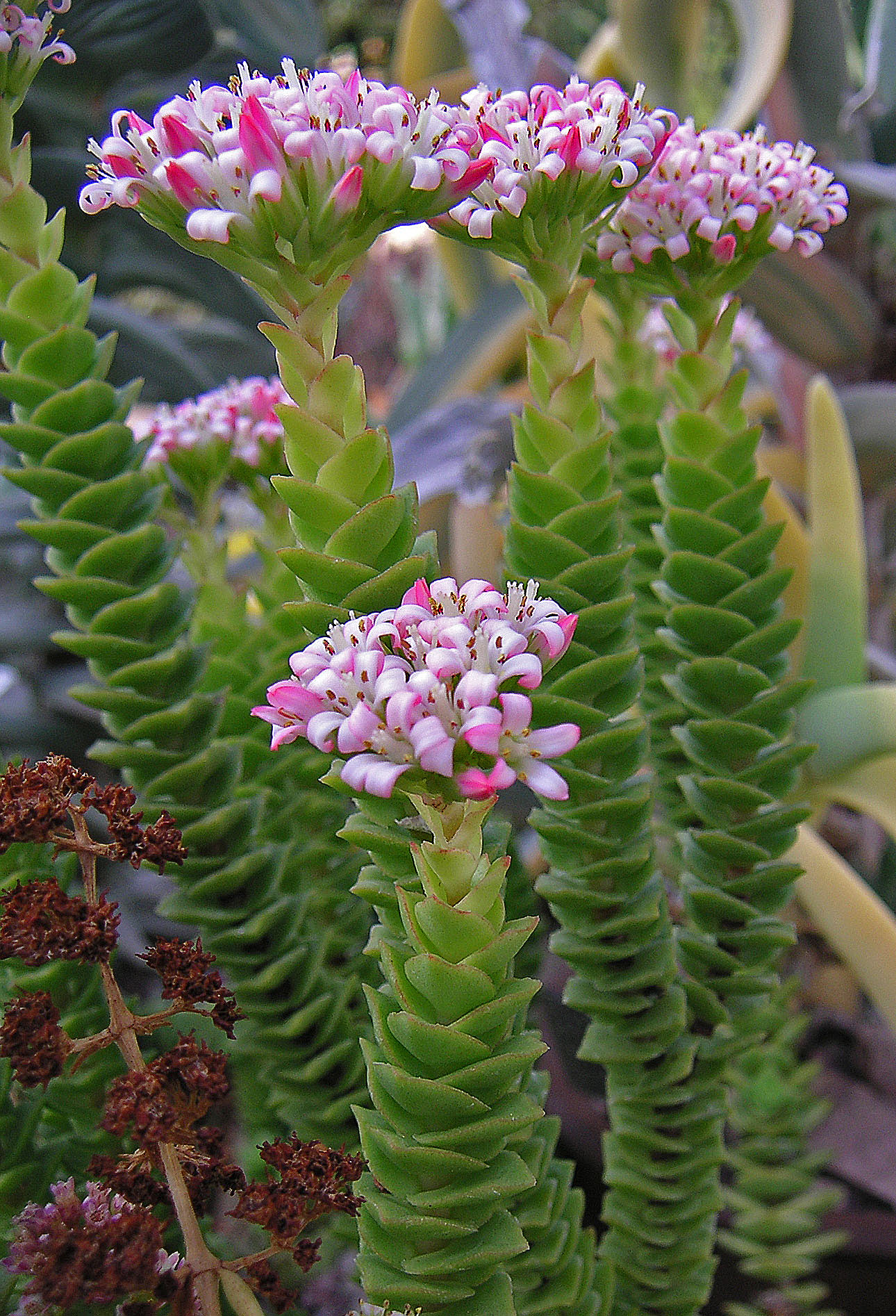
Crassulaceae 'Pink-Pagoda (Crassulaceae)
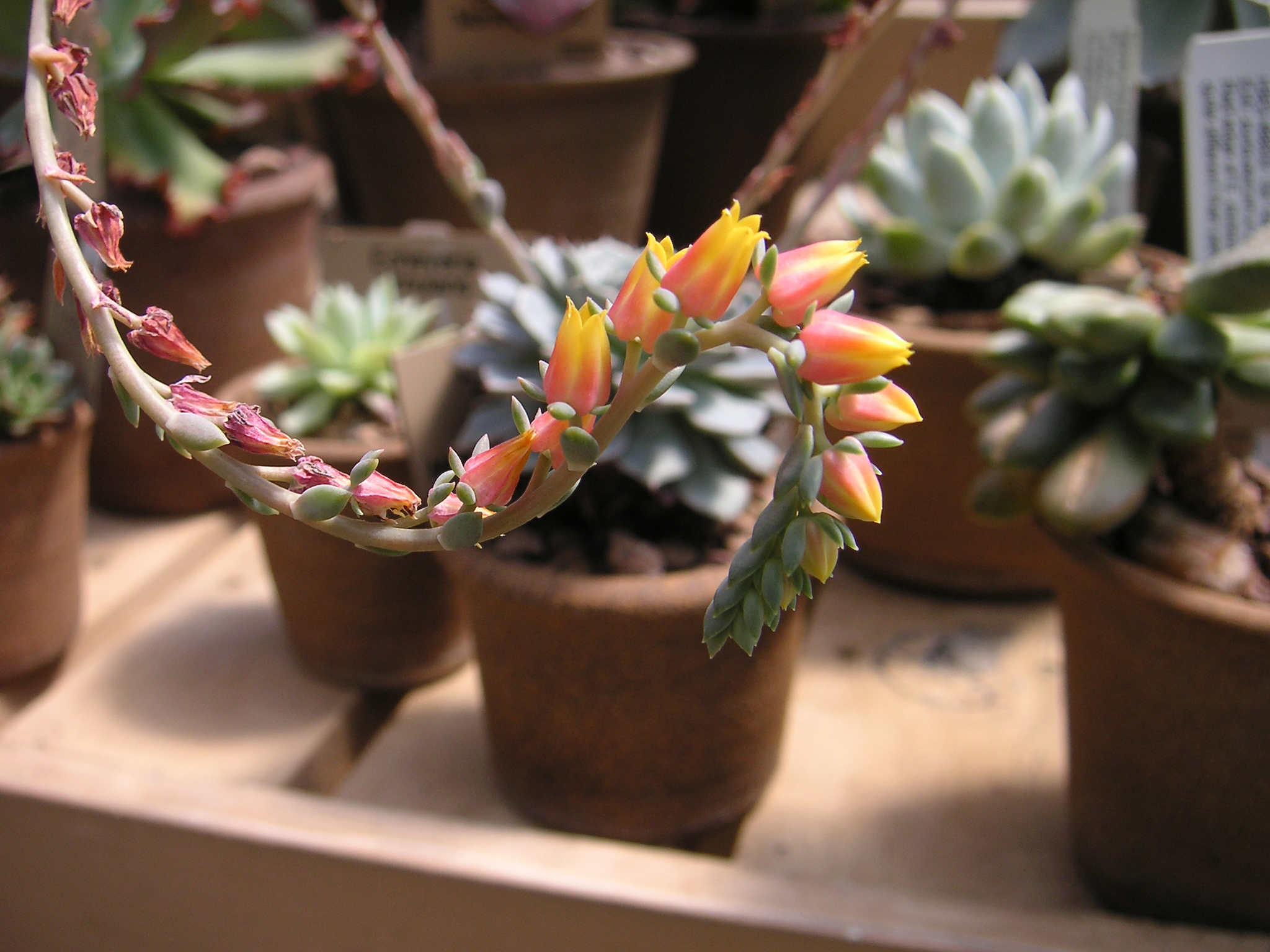
Echeveria secunda (Crassulaceae)
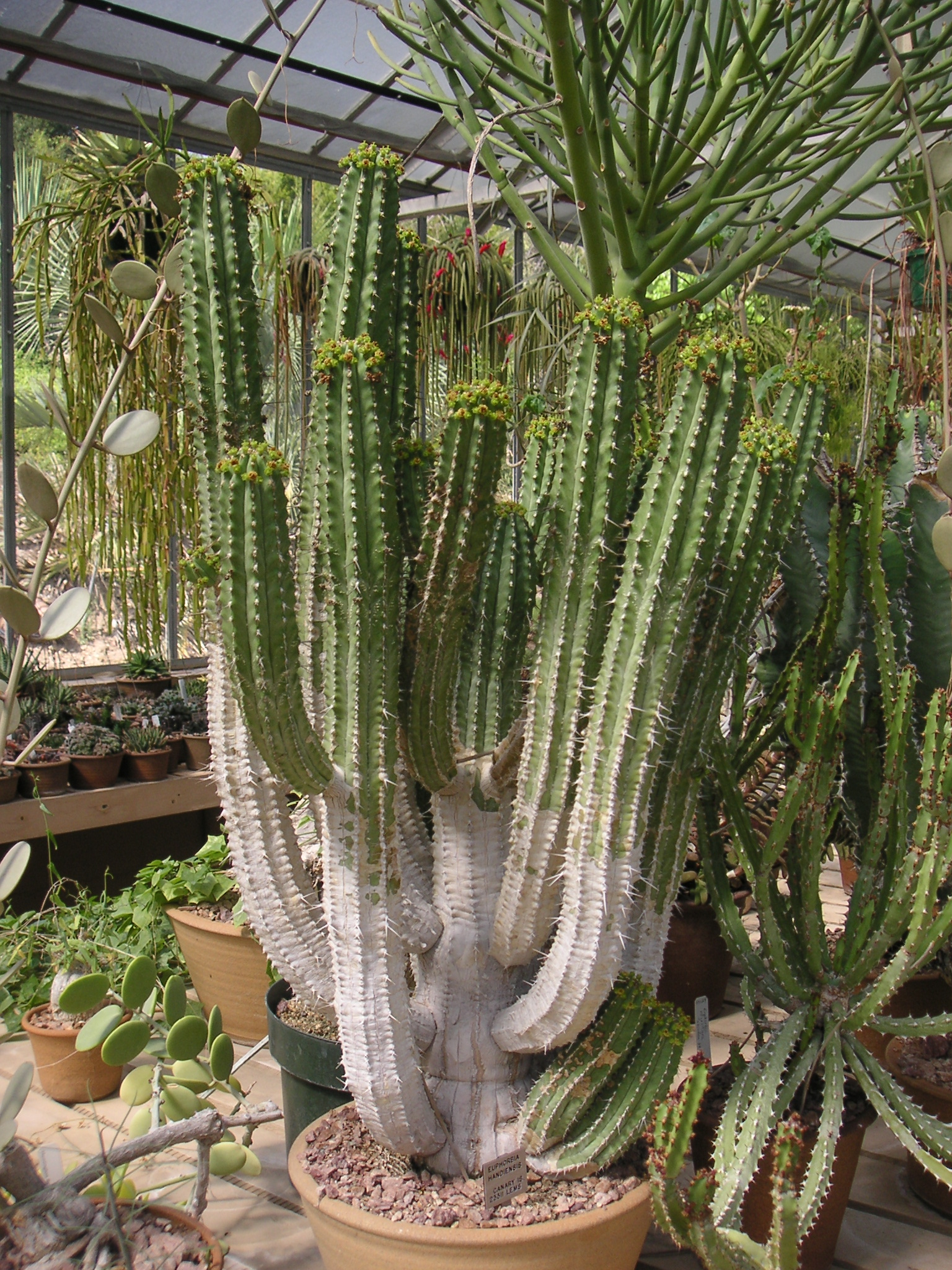
Euphorbia handiensis (Euphorbiacea)

- Adenium multiflorum x obesum 'Mad 29'
(Apocynaceae)
- Uncarina grandidieri
(Pedaliaceae)